# Delatyn (hromada)
Delatyn (ukr. Делятинська селищна громада) – hromada osiedlowa w obwodzie iwanofrankiwskim, w rejone nadwórniańskim. Centrum administracyjne stanowi osada miejska Delatyn.
Hromada została utworzona 17 sierpnia 2017 roku w ramach reformy decentralizacyjnej z połączenia gminy miejskiej Rada Osady Delatyn i gmin wiejskich Zarzecze, Osławy Czarne i Potok Czarny.
Powierzchnia hromady wynosi 206,9 kilometrów kwadratowych (79,9 mil kwadratowych), a liczba ludności wynosi 21 451 mieszkańców (2021).

## Miejscowości hromady
W skład hromady wchodzi jedno osiedle typu miejskiego і cztery wsie:
- Delatyn – osiedle typu miejskiego, centrum hromady
- Zarzecze – wieś
- Osławy Białe – wieś, która została włączona do hromady 12 czerwca 2020 r.
- Osławy Czarne – wieś
- Potok Czarny – wieś